# Ye Jiangchuan
Ye Jiangchuan (叶江川; Wuxi, 20 novembre 1960) è uno scacchista cinese, Grande maestro.

## Biografia
Imparò gli scacchi piuttosto tardi, all'età di 17 anni, ma già all'età di 20 anni vinse il suo primo campionato cinese. Lo vinse in totale otto volte (1981, 1984, 1986, 1987, 1988, 1989, 1994, 1996), record del campionato. 
Divenne nel 1993 il terzo grande maestro cinese, dopo Ye Rongguang e Xie Jun.
In gennaio del 2000 fu il primo cinese a superare la soglia dei 2600 punti Elo. Raggiunse il massimo rating in aprile del 2003, con 2684 punti.
Partecipò con la nazionale cinese a 12 olimpiadi degli scacchi dal 1982 al 2004 (sei volte in 1ª scacchiera), vincendo una medaglia d'argento individuale alle olimpiadi di Lucerna 1982.
Vinse tre volte (nel 1995, 1999 e 2001) la Dato Tan Chin Nam Cup.
Nel Campionato del mondo di scacchi FIDE 2002 superò al primo turno Aleksej Barsov, al secondo Lev Psachis e al terzo Loek van Wely ma venne superato al quarto turno da Vasyl' Ivančuk per 0,5-1,5.
Nel 2000 divenne il capitano e allenatore della nazionale cinese e dal 2004 prende parte solo saltuariamente ai tornei.